# Baden (Baixa Áustria)

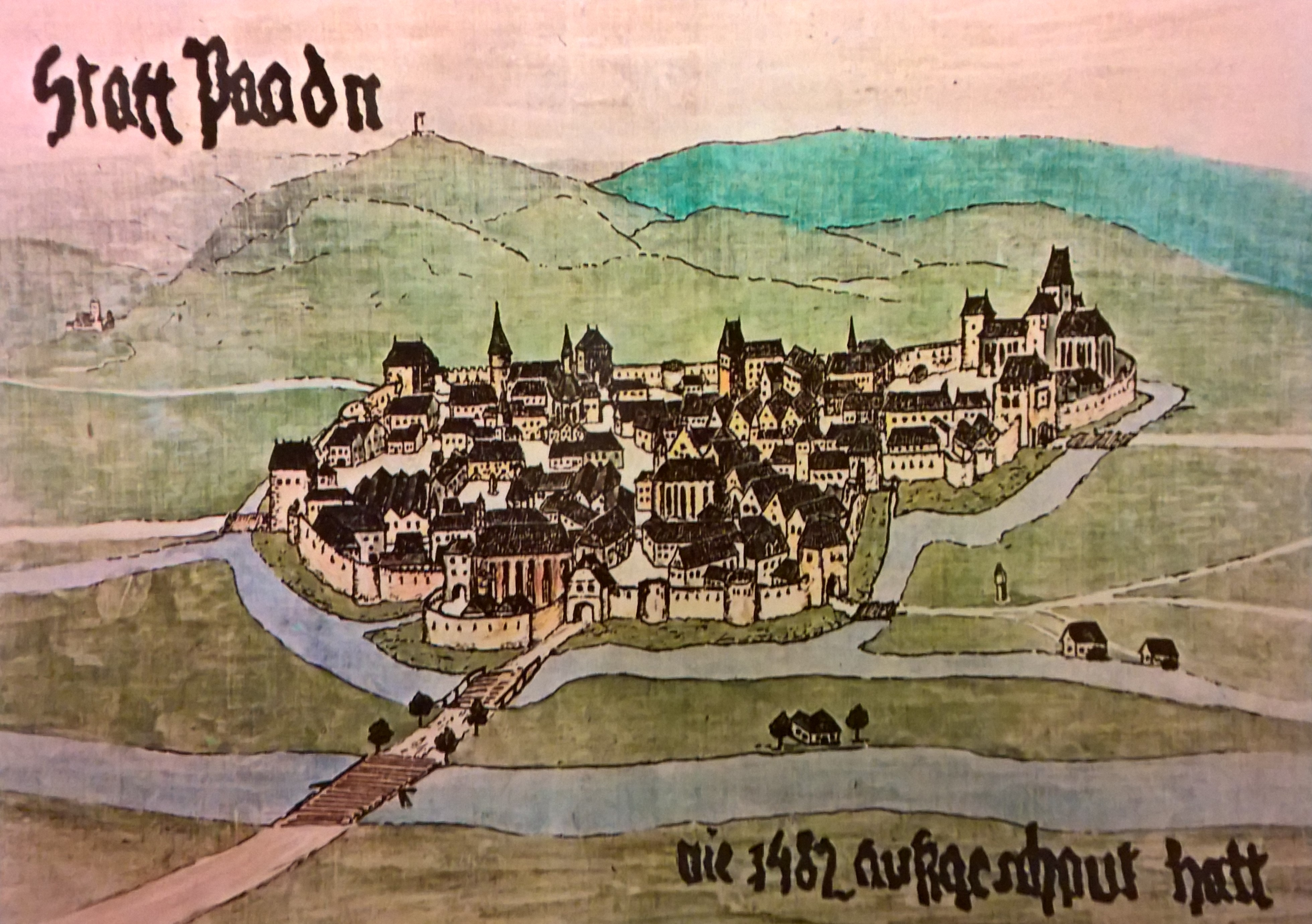
Contemporary illustration of Baden from the year 1482

Baden é um município da Áustria localizado no distrito de Baden, no estado de Baixa Áustria. É a capital do distrito de Baden e localiza-se a cerca de 26 quilômetros ao sul de Viena

## Cidadãos ilustres
- Karl Landsteiner (Baden, Baixa Áustria, 14 de junho de 1868 — Nova Iorque, 26 de junho de 1943), médico, descobridor dos tipos sanguíneos, Prémio Nobel de Fisiologia ou Medicina de 1930